# Pterolophia ghanaensis
Pterolophia ghanaensis là một loài bọ cánh cứng trong họ Cerambycidae.